# Автострада A13 (Італія)
Автострада A13 — це італійська автомагістраль, яка з'єднує Болонью з Падуєю, проходячи через Феррару та Ровіго. Простягається на 116,7 км в довжину. Поруч із двома кінцями шляху розташовані колії двох найбільших італійських вантажних села в Болоньї та Падуї. Згідно з італійськими директивами, зимові шини є обов’язковими з 15 листопада по 15 квітня на всій трасі.

## Історія
Перша ділянка автомагістралі від Болоньї до південної Феррари була відкрита для руху 22 грудня 1966 року.
10 серпня 1968 року було відкрито ділянку від півдня Феррари до півночі Феррари. 7 серпня 1969 року відбулося урочисте відкриття ділянки від Боари до Падуї.
Крім того, це було перше шосе, на якому експериментували з туманними знаками.
У 1964 році було запропоновано подовжити автостраду від Падуї до Тревізо (ще одне місто у Венето, Італія), а потім до Тарвізіо (невелике село на кордоні між Італією, Австрією та Словенією ), але цього так і не було зроблено.

## Шосе сьогодні
Траса починається від кільцевої дороги навколо Болоньї, яка з’єднує три важливі автомагістралі Болоньї: A13 у напрямку Падуї, A1 (Мілан – Неаполь), A14 (Болонья – Таранто). Шосе закінчується в Падуї, на перехресті з A4 (Турин - Трієст).
Весь шлях пролягає в Долині По і проходить через Емілію-Романью і Венето. Єдині височини в околицях - це Коллі Еуганей, відома термальна зона з Абано Терме посередині. Власне, через такі морфологічні особливості території, яку перетинає автомагістраль, у зимові сезони на ній часто буває сильний туман, що призводить до поганого та погіршеного огляду.